# Psalidopodidae
Psalidopodidae is een familie van kreeftachtigen uit de klasse van de Malacostraca (hogere kreeftachtigen).

## Geslacht
- Psalidopus Wood-Mason in Wood-Mason & Alcock, 1892